# Alfons Schröcker
Alfons Schröcker (* 4. September 1941 in Tamsweg) ist ein ehemaliger österreichischer Politiker (SPÖ) und Arbeiterkammersekretär. Er war von 1991 bis 2001 Abgeordneter zum Salzburger Landtag und von 1984 bis 1991 Bürgermeister von St. Margarethen im Lungau.

## Ausbildung und Beruf
Schröcker besuchte zwischen den Jahren 1947 und 1955 die Volksschule und absolvierte danach ab 1955 die landwirtschaftliche Berufsschule in St. Margarethen im Lungau. 1957 konnte er die Berufsschule abschließen, wobei er bereits ab 1956 als Arbeiter im Bereich der Wildbach- und Lawinenverbauung beschäftigt war. Schröcker arbeitete bis 1961 in diesem Bereich und leistete 1961 seinen Präsenzdienst ab. Er war in der Folge zwischen 1963 und 1970 als Arbeiter bei verschiedenen Baufirmen tätig und absolvierte von 1970 bis 1971 die Sozialakademie der Arbeiterkammer Wien in Mödling. Daraufhin wurde er 1971 als Sekretär der Gewerkschaft der Bau- und Holzarbeiter in Salzburg angestellt. Bis 1974 war Schröcker in seinem neuen Beruf tätig, bevor er 1974 als Bezirkssekretär von Tamsweg in wurde er Amtsleiter der Salzburger Arbeiterkammer in Tamsweg, wobei er diese Tätigkeit bis 2002 ausübte.

## Politik und Funktionen
Schröcker wurde im Jahr 1963 Mitglied der Sozialistischen Partei Österreichs und übernahm 1968 die innerparteiliche Funktion des SPÖ-Ortsvorsitzenden von St. Margarethen im Lungau, die er bis 2007 innehatte. Er war des Weiteren zwischen 1991 und 2002 Bezirksparteivorsitzender der SPÖ Lungau. Lokalpolitisch engagierte er sich in der Gemeindepolitik von St. Margarethen im Lungau, wobei er 1974 erstmals als Mitglied der Gemeindevertretung angelobt wurde. Er übernahm 1979 das Amt des Vizebürgermeisters von St. Margarethen im Lungau und wurde 1984 zum Bürgermeister von St. Margarethen gewählt. In der Folge lenkte er die Geschicke der Gemeinde bis 1991 als Bürgermeister und gab seine Tätigkeit in der Lokalpolitik 1991 mit seinem Wechsel in den Landtag auf. Er gehörte vom 22. Oktober 1991 bis zum 25. September 2001 dem Salzburger Landtag an und war von 2004 bis 2007 erneut Mitglied der Gemeindevertretung. Zudem war er von 1974 bis 1987 Kammerrat der Arbeiterkammer Salzburg.

## Auszeichnungen
- Großes Silbernes Ehrenzeichen für Verdienste um die Republik Österreich (2002)